# Keys to the world
Keys to the world es el tercer álbum solista del cantante inglés Richard Ashcroft. Fue lanzado al mercado en enero de 2006, y contiene 10 canciones.
Llegó a ocupar la posición n.º 2 en las listas de Inglaterra.

## Resumen
A través de las diez canciones del álbum es posible encontrar un sonido maduro y rico en texturas, hábil en el manejo de las diferentes intensidades de cada canción y cuidadosamente musicalizado.
Esto resulta en una sensación de prolijidad en su producción, sin lugar a descuidos pero manteniendo un nivel de originalidad único, la cual, paradójicamente, no remite a una vanguardia, sino a lo más clásico.
En general, el tono del álbum es bastante relajado, como ha sido característico en los anteriores discos de Ashcroft, aunque (a diferencia de su anterior trabajo, Human conditions) las melodías y las letras son mucho más fáciles de retener y recordar, por lo que las canciones tienen un efecto mucho más directo: en ellas se transluce la melancolía, la decepción, la búsqueda y también la alegría.
Algunas canciones fueron grabadas por la Orquesta Metropolitana de Londres; esto se debe a que ocho de las mismas tienen instrumentos de cuerda.

## Lista de canciones
1. Why not nothing? – 4:09
2. Music is power – 3:58
3. Break the night with colour – 3:56
4. Words just get in the way – 4:53
5. Keys to the world – 4:42
6. Sweet brother Malcolm – 4:51
7. Cry til the morning – 5:04
8. Why do lovers? – 4:45
9. Simple song – 4:05
10. World keeps turning – 3:55